# FORTA
La Federación de Organismos de Radio y Televisión Autonómicos (FORTA) es una asociación de 12 entes públicos de radio y televisión de las comunidades autónomas de España, fundada el 5 de abril de 1989.
La mayoría de las comunidades y ciudades autónomas de España cuentan con corporaciones públicas de radio y televisión autonómica (todas ellas salvo la extremeña asociadas a la FORTA). En aquellas autonomías sin radiotelevisión autonómica pública, el servicio de interés público regional que la ley obliga a prestar (emisión de eventos de interés regional, sesiones parlamentarias autonómicas importantes, programas de servicio público, etc.) se ofrece a través de los canales privados regionales de mayor audiencia, que reciben una subvención económica anual del respectivo gobierno autonómico por prestar estos servicios.
En los territorios españoles sin autonomía (Peñón de Alhucemas, Peñón de Vélez de la Gomera e Islas Chafarinas) es RTVE quien integra, dentro de su programación nacional sin desconexión, las emisiones de interés público regional de dichos territorios.

## Miembros
| Comunidad autónoma     | Logo | Grupo de comunicación                                 | Siglas  | Miembros                               | Período           |
| ---------------------- | ---- | ----------------------------------------------------- | ------- | -------------------------------------- | ----------------- |
| País Vasco             |      | Euskal Irrati Telebista                               | EITB    | EITB Media                             | 1982 - actualidad |
| Cataluña               |      | Corporació Catalana de Mitjans Audiovisuals           | CCMA    | Catalunya Ràdio Televisió de Catalunya | 1983 - actualidad |
| Galicia                |      | Corporación Radio Televisión de Galicia               | CRTVG   | Radio Galega Televisión de Galicia     | 1985 - actualidad |
| Andalucía              |      | Radio y Televisión de Andalucía                       | RTVA    | Canal Sur Radio Canal Sur Televisión   | 1988 - actualidad |
| Comunidad de Madrid    |      | Radio Televisión Madrid                               | RTVM    | Onda Madrid Telemadrid                 | 1989 - actualidad |
| Comunidad Valenciana   |      | Corporación Valenciana de Medios de Comunicación      | CVMC    | À Punt FM À Punt                       | 2016 - actualidad |
| Canarias               |      | Radio Televisión Canaria                              | RTVC    | Canarias Radio Televisión Canaria      | 1999 - actualidad |
| Castilla-La Mancha     |      | Castilla-La Mancha Media                              | CMM     | Radio Castilla-La Mancha CMM TV        | 2000 - actualidad |
| Islas Baleares         |      | Ente Público de Radiotelevisión de las Islas Baleares | EPRTVIB | IB3 Ràdio IB3 Televisió                | 2005 - actualidad |
| Aragón                 |      | Corporación Aragonesa de Radio y Televisión           | CARTV   | Aragón Radio Aragón TV                 | 2005 - actualidad |
| Principado de Asturias |      | Radiotelevisión del Principado de Asturias            | RTPA    | RPA TPA7                               | 2005 - actualidad |
| Región de Murcia       |      | Radiotelevisión de la Región de Murcia                | RTRM    | Onda Regional de Murcia La 7           | 2006 - actualidad |

## No miembros

### Organismos públicos
| Comunidad autónoma | Logo | Grupo de comunicación                         | Siglas | Miembros                                  | Período           |
| ------------------ | ---- | --------------------------------------------- | ------ | ----------------------------------------- | ----------------- |
| Melilla            |      | RTV Melilla                                   | RTVM   | Onda Melilla Televisión Melilla           | 1994 - actualidad |
| Ceuta              |      | Radio Televisión Ceuta                        | RTVCE  | Radio Pública de Ceuta Televisión Ceuta   | 2000 - actualidad |
| Extremadura        |      | Corporación Extremeña de Medios Audiovisuales | CEXMA  | Canal Extremadura Radio Canal Extremadura | 2000 - actualidad |

### Entidades privadas que prestan servicio de interés público regional
| Comunidad autónoma | Logo          | Grupo de comunicación                                             | Siglas                       | Miembros                                     | Período           |
| ------------------ | ------------- | ----------------------------------------------------------------- | ---------------------------- | -------------------------------------------- | ----------------- |
| La Rioja           |               | COPE Rioja / Rioja Televisión                                     | COPE / TVR                   | COPE Logroño TV Rioja                        | 1998 - actualidad |
| Cantabria          | No tiene logo | COPE Cantabria / Popular TV                                       | COPE / PTVC                  | Cope Santander Popular TV Cantabria          | 2005 - actualidad |
| Castilla y León    |               | esRadio Castilla y León / Vive Radio / Castilla y León Televisión | esRadio / Vive Radio / CYLTV | esRadio Castilla y León Vive Radio La 7 La 8 | 2009 - actualidad |
| Navarra            |               | COPE Navarra / Sumando Comunicación                               | COPE / NATV                  | COPE Pamplona Navarra Televisión             | 2012 - actualidad |

### Antiguos miembros
| Comunidad autónoma   | Logo | Grupo de comunicación      | Siglas | Miembros            | Período     |
| -------------------- | ---- | -------------------------- | ------ | ------------------- | ----------- |
| Comunidad Valenciana |      | Radiotelevisión Valenciana | RTVV   | Nou Ràdio Canal Nou | 1989 - 2013 |